# العلاقات الخارجية لجورجيا
تقع جورجيا بين البحر الأسود وروسيا وتركيا، مما يجعلها ذات أهمية استراتيجية. تسعى جورجيا لتصبح البوابة من البحر الأسود إلى القوقاز ومنطقة بحر قزوين الأكبر، وتُعد أيضًا حاجزًا بين روسيا وتركيا. تتمتع جورجيا بعلاقة طويلة وغير مستقرة مع روسيا، ولكنها تتواصل مع جيرانها الآخرين وتتطلع إلى الغرب بحثًا عن البدائل والفرص. وقعت جورجيا على اتفاقية شراكة وتعاون مع الاتحاد الأوروبي، وتشارك في برنامج الشراكة من أجل السلام، وتشجع الاستثمار الأجنبي. تملك فرنسا، وألمانيا، وكوريا الجنوبية، والمملكة المتحدة، والولايات المتحدة سفارات في تبليسي. سعت جورجيا في الفترة بين عامي 2004 و2008 إلى أن تصبح عضوًا في حلف شمال الأطلسي (الناتو)، ولكنها لم تنجح في مواجهة المعارضة الروسية القوية.
تُعد جورجيا عضوًا في الأمم المتحدة، ومجلس أوروبا، ومنظمة الأمن والتعاون في أوروبا. إن موقع جورجيا الاستراتيجي يجعلها في مناطق النفوذ الروسية والأمريكية، إلا أن علاقة جورجيا مع روسيا هي في أدنى مستوياتها منذ عام 1921 بسبب الخلافات المتعلقة بالتجسس والحرب الروسية الجورجية. قطعت جورجيا علاقاتها الدبلوماسية مع روسيا نتيجة لذلك، وخرجت من رابطة الدول المستقلة.

## العلاقات حسب البلد

### أفريقيا
- البلد: الجزائر، 27 مايو 1993

أقام البلدان العلاقات الدبلوماسية في 27 مايو 1993.
تُمَثَّل الجزائر في جورجيا من خلال سفارتها في أنقرة بتركيا.
تُمَثَّل جورجيا في الجزائر من خلال سفارتها في مدريد بإسبانيا.
- البلد: مصر 11 مايو 1992

تُمَثَّل مصر في جورجيا من خلال سفارتها في يريفان بأرمينيا.
تملك جورجيا سفارة في القاهرة.
يزور وزير الخارجية الجورجي مصر.
- البلد: جنوب أفريقيا، 23 أبريل 1994

تُمَثَّل جنوب أفريقيا في جورجيا من خلال سفارتها في كييف بأوكرانيا.
الأمريكتين
- البلد: البرازيل، أبريل 1993

تملك البرازيل سفارة في تبليسي.
تملك جورجيا سفارة في برازيليا.
- البلد: كندا، 23 يوليو 1992

تعترف جورجيا بكندا من خلال سفارتها في أنقرة بتركيا.
تملك جورجيا سفارة في أوتاوا.
- البلد: المكسيك، 8 يونيو 1992

تملك جورجيا سفارة في مكسيكو سيتي.
تعترف جورجيا بالمكسيك من خلال سفارتها في أنقرة بتركيا، وتملك أيضًا قنصلية فخرية في تبليسي.
- البلد: نيكاراغوا 4 سبتمبر 1994-28 نوفمبر 2008

تأسست العلاقات الدبلوماسية بين نيكاراغوا وجورجيا في 19 سبتمبر 1994 وانتهت في 29 نوفمبر 2008. قالت وزارة الخارجية الجورجية إنها قطعت العلاقات الدبلوماسية مع نيكاراغوا ردًا على اعتراف الأخيرة باستقلال أوسيتيا الجنوبية وأبخازيا الانفصاليتين.
- البلد: الولايات المتحدة 23 أبريل 1992

وقعت وزيرة الخارجية الأمريكية كوندوليزا رايس ووزير الخارجية الجورجي غريغول فاشادزي ميثاق الشراكة الإستراتيجية في 9 يناير 2009، وهي وثيقة غير ملزمة تحدد مجالات التعاون، وتؤكد دعم الولايات المتحدة لسلامة أراضي جورجيا وعضوية جورجيا في الناتو.

### آسيا
- البلد: أرمينيا، 17 يوليو 1992

هناك حوالي 250 ألف أرمني في جورجيا، من بينهم 115 ألف يعيشون في سامتسخه-جافاخيتي و83 ألف في تبليسي، أما الأقلية الجورجية في أرمينيا فهي أقل حجمًا.
تتمتع أرمينيا وجورجيا بتاريخ طويل من العلاقات الثقافية والسياسية. بلغت العلاقات ذروتها في العصور الوسطى عندما انخرطت الدولتان في حوار ثقافي غزير، وتحالفتا ضد الإمبراطوريات الإسلامية المجاورة. كانت هناك حالات زواج متكررة بين العائلات المالكة والنبيلة الأرمنية والجورجية، واختلطت العرقيتان في العديد من المناطق الحدودية.
تملك أرمينيا سفارة في تبليسي وقنصلية عامة في باتومي.
تملك جورجيا سفارة في يريفان، ويُعد كلا البلدين عضوين كاملي العضوية في الجمعية البرلمانية الأوروبية وفي الشراكة الشرقية للاتحاد الأوروبي.
- البلد: أذربيجان 18 نوفمبر 1992

يوجد 284,761 أذربيجاني في جورجيا، وهم أكبر أقلية في جورجيا ويشكلون 6.5% من سكان جورجيا، ومعظمهم في كفيمو كارتلي، وكاخيتي، وشيدا كارتلي، ومتسخيتا متيانيتي. يوجد أيضًا جالية أذربيجانية كبيرة في العاصمة تبليسي. تُعد الأقلية الجورجية في أذربيجان أقل حجمًا، ويُعرفون باسم شعب الإنجيلوي ويتركز معظمهم في شمال غرب أذربيجان.
تملك أذربيجان سفارة في تبليسي وقنصلية عامة في باتومي.
تملك جورجيا سفارة في باكو وقنصلية فخرية في كنجة.
يتمتع البلدان بعضوية كاملة في مجلس أوروبا، ومنظمة الأمن والتعاون في أوروبا، ومنظمة التعاون الاقتصادي في البحر الأسود، ومنظمة التعاون الاقتصادي في البحر الأسود.
- البلد: الصين، 9 يونيو 1992

اعترفت الصين باستقلال جورجيا في 27 ديسمبر 1991.
تملك الصين سفارة في تبليسي.
تملك جورجيا سفارة في بكين.
- البلد: تيمور الشرقية 22 ديسمبر 2011

تُمَثَّل جورجيا في تيمور من خلال سفارتها في جاكرتا.
البلد: الهند 28 سبتمبر 1992
تملك جورجيا سفارة في نيودلهي.
تُمَثَّل الهند في جورجيا من خلال سفارتها في يريفان بأرمينيا، وقنصلية فخرية في تبليسي.
- البلد: إيران 15 مايو 1992

تتمتع إيران وجورجيا بعلاقات منذ آلاف السنين.
- البلد: إسرائيل، 1 يونيو 1992

تملك جورجيا سفارة في تل أبيب.
تملك إسرائيل سفارة في تبليسي.
يوجد 13 ألف يهودي جورجي يعيشون في جورجيا.
- البلد: اليابان، 3 أغسطس 1992

تحتفظ جورجيا بسفارة لها في طوكيو منذ نوفمبر 2006.
تملك اليابان سفارة في تبليسي.
- البلد: كازاخستان، 24 يوليو 1992

تملك جورجيا سفارة في نور سلطان وقنصلية فخرية في ألماتي.
تملك كازاخستان سفارة في تبليسي.
يتمتع البلدان بعضوية كاملة في منظمة الأمن والتعاون في أوروبا.
- البلد: الكويت

تملك جورجيا سفارة في مدينة الكويت.
تُعد الكويت معتمدة لدى جورجيا من خلال سفارتها في يريفان بأرمينيا.
- البلد: قيرغيزستان، 10 يوليو 1992

تُمَثَل جورجيا في قيرغيزستان بسفارتها في نور سلطان.
تُمَثَل قيرغيزستان في جورجيا من خلال سفارتها في باكو.
يتمتع البلدان بعضوية كاملة في منظمة الأمن والتعاون في أوروبا.
- البلد: ماليزيا، 7 مايو 1993

تملك جورجيا سفارة في كوالالمبور.
تُمَثَّل ماليزيا في جورجيا من خلال سفارتها في كييف بأوكرانيا.
- البلد: المملكة العربية السعودية

تملك جورجيا سفارة في الرياض.
تملك المملكة العربية السعودية سفارة في تبليسي.
- البلد: كوريا الجنوبية، 14 ديسمبر 1992

بدأ تأسيس العلاقات الدبلوماسية بين جمهورية كوريا وجورجيا في 14 ديسمبر 1992.
تقع السفارة الجورجية في سيول.
تقع سفارة كوريا الجنوبية في تبليسي.
وقع الطرفان اتفاقية التجارة الثنائية في عام 2014، فبلغت قيمة الصادرات 143 مليون دولار أمريكي، وبلغت قيمة الواردات 19 مليون دولار أمريكي.
بلغ عدد الكوريين الجنوبيين الذين يعيشون في جورجيا في عام 2014 حوالي 50 شخصًا.
- البلد: سوريا 18 مايو 1993-5 يونيو 2018

بدأت جورجيا إجراءات قطع العلاقات الدبلوماسية مع سوريا بسبب اعتراف دمشق بأبخازيا وأوسيتيا الجنوبية.
- البلد: تايوان

لا يُسمَح لحاملي جواز سفر جمهورية الصين بالدخول إلى جورجيا، بينما أعلنت وزارة الخارجية التايوانية أن جورجيا «دولة غير صديقة» لتايوان.
- البلد: طاجيكستان، 4 أغسطس 1994

تُمَثَّل جورجيا في طاجيكستان من خلال سفارتها في طشقند.
تُمَثَّل طاجيكستان في جورجيا من خلال سفارتها في باكو.
يتمتع البلدان بعضوية كاملة في منظمة الأمن والتعاون في أوروبا.
- البلد: تركيا 21 مايو 1992

تملك جورجيا سفارة في أنقرة وقنصليتان عامتان في إسطنبول وطرابزون.
تملك تركيا سفارة في تبليسي وقنصلية عامة في باتومي.
يتمتع البلدان بعضوية كاملة في في مجلس أوروبا، ومنظمة الأمن والتعاون في أوروبا، ومجموعة مهام التعاون البحري في البحر الأسود، ومنظمة التعاون الاقتصادي في البحر الأسود، ومنظمة التجارة العالمية. تُعد تركيا عضوًا في حلف شمال الأطلسي بينما تُعد جورجيا مرشحة لذلك.